# Dressler Verlag
Der Dressler-Verlag, ehemals Cecilie-Dressler-Verlag, ist ein Kinder- und Jugendbuch-Verlag aus Hamburg. Er ging 1941 aus dem Verlag Williams & Co. hervor und gehört seit 1971 zur Verlagsgruppe Oetinger.

## Verlagsgeschichte
1924 gründete Edith Jacobsohn, Ehefrau von Siegfried Jacobsohn (Herausgeber der Weltbühne) den Verlag Williams & Co. Doktor Dolittle und seine Tiere von Hugh Lofting  wurde erstmals 1926 von Edith Jacobsohn ins Deutsche übersetzt und ein großer Erfolg. Auch Pu der Bär von A. A. Milne erschien dort erstmals in deutscher Fassung. Nach 1945 erschien sie im Cecilie Dressler Verlag. Zu Anfang veröffentlichte der Verlag auch Bücher aus dem Autorenkreis der Weltbühne.  Mit Emil und die Detektive  gelang Erich Kästner 1929 ein Überraschungserfolg, und er wurde der erste Star des noch jungen Verlages.  Kurt Maschler übernahm 1933 den Williams & Co. Verlag von Edith Jacobsohn und übertrug die Rechte des Verlages anschließend 1935 an den neu gegründeten Atrium Verlag in Zürich.
Nach der Machtergreifung der Nationalsozialisten 1933 emigrierte Edith Jacobsohn und übergab die Verlagsgeschäfte an ihre Angestellte Cecilie Dressler als Geschäftsführerin, die das Unternehmen durch die Zeit des Nationalsozialismus führte. Nachdem Kurt Maschler ebenfalls das nationalsozialistische Deutschland verlassen musste, übertrug er Cecilie Dressler Ende 1936 inoffiziell die Anteile des Verlages Williams und Co., damit nach außen nicht erkennbar war, dass im Grunde er weiterhin Eigentümer des Verlages war. 1941 musste der Verlag aus rechtlichen Gründen in Cecilie Dressler Verlag umbenannt werden.
Nach dem Zweiten Weltkrieg erhielt Cecilie Dressler als eine der ersten eine Verlagslizenz  in West-Berlin.  Bald nach dem Krieg verkaufte Kurt Maschler den Verlag nun auch offiziell an Cecilie Dressler, behielt aber den Atrium Verlag AG inklusive der Weltrechte an allen Werken von Erich Kästner sowie die Lizenzrechte an Pu der Bär von Milne.
1971 kam es zur Übernahme der Cecilie Dressler Verlag KG durch den Verlag Friedrich Oetinger. 2001 erhielt der Verlag die Programmprämie der Hamburger Kulturbehörde.
Zum Programm des Verlags gehören unter anderem die Tintenwelt-Tetralogie, Herr der Diebe und Die Wilden Hühner von Cornelia Funke. Auch englischsprachige Autoren wie Kate DiCamillo und Carole Wilkinson veröffentlichen hier ihre Bücher. In der Reihe „Dressler-Klassiker“ werden bekannte Kinderbücher wie Mary Poppins, Die Abenteuer des Tom Sawyer und Peter Pan verlegt.